# Der heilige Hieronymus in der Wüste (Joachim Patinir)
Der heilige Hieronymus in der Wüste ist ein Gemälde des flämischen Malers Joachim Patinir. Es ist heute im Musée du Louvre ausgestellt. Joachim Patimir gilt als „Vater“ der europäischen Landschaftsmalerei und Der heilige Hieronymus in der Wüste ist ein bekanntes frühes Beispiel dieses Genres. 

## Geschichte

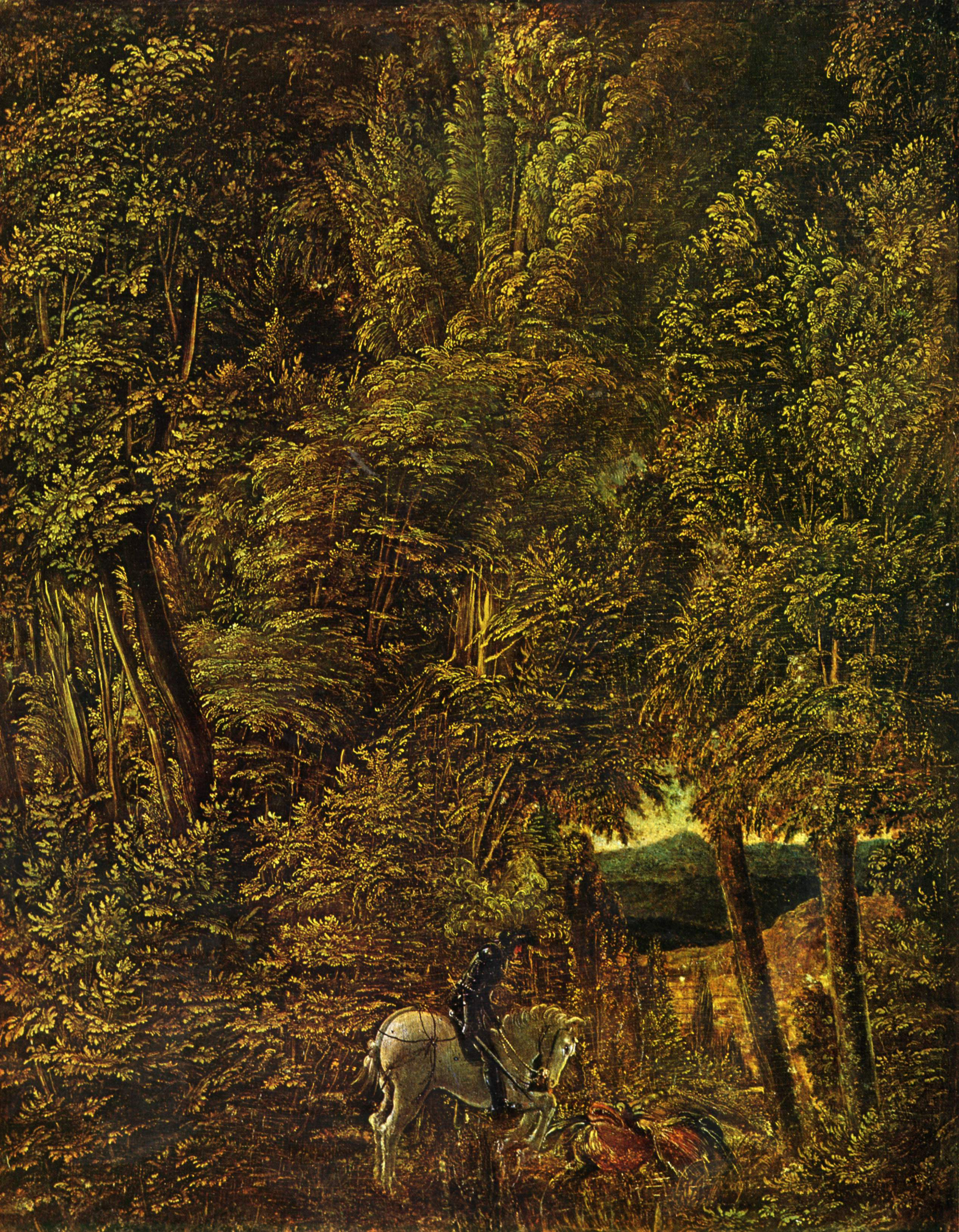
Albrecht Altdorfer: Laubwald mit dem Heiligen Georg, 1510

In der europäischen Malerei gibt es keine bestimmte Geburtsstunde der Landschaftsmalerei. Konrad Witz (1400–1446) schuf 1444 mit der Tafel Wunderbarer Fischzug des Genfer Petrusaltars die erste topografisch genau bestimmbare Landschaftsdarstellung der europäischen Malerei. Die frühen niederländischen Maler haben die Natur und Landschaften immer wieder in ihren Bildern dargestellt, jedoch nur als Detail sowie in einem sakralen Umfeld. Um 1515, als Patinir sich in Antwerpen niederließ, gab es in der Donauschule einzelne kleine Ölbilder, in denen die Landschaft als Motiv im Vordergrund stand gegenüber dem eigentlichen Bildthema, wie zum Beispiel der Laubwald mit dem Heiligen Georg von Albrecht Altdorfer aus dem Jahre 1510.
Albrecht Dürer (1571–1528) besuchte 1521 die Niederlande und lernte auf dieser Reise Joachim Patinir kennen. Er erwähnte ihn in seinem Reisetagebuch mit der Worten „gut landschaft maler“, womit er den Namen dieses Malstils prägte. Als Patinir starb, hinterließ er mehrere Gemälde, in denen die Landschaft das Thema des Bildes dominierte; die Figuren wurden darin zum Beiwerk degradiert. Seine Landschaftskompositionen beschreiben leuchtend weißblauen Himmel, fantasievolle Wasser- und Landbauten, Feuer und schroffe Felsen. Klar strukturiert, reduziert auf wenige kompositorische Großformen, wimmelt es in ihnen von Details und zumeist war eine biblische Szene hinzugefügt. Es kommt ihm der historische Verdienst zu, den Anstoß gegeben zu haben, die Landschaft aus dem Kontext der traditionellen Ikonographie zu emanzipieren.

## Beschreibung
Formell bleibt Joachim Patinir mit seinem Werk Der heilige Hieronymus in der Wüste bei der traditionellen religiösen Thematik. Hieronymus gilt als einer der vier lateinischen Kirchenväter und war ein bedeutender Theologe und Schriftsteller. Nach Studium in Rom entschied sich Hieronymus für ein Leben als Asket und verbrachte rund drei Jahre in der Syrischen Wüste, worauf sich das Gemälde bezieht. Patinir legte jedoch den Schauplatz seines Gemäldes in eine flämische Landschaft.
Für Patinir ist Hieronymus in seinem Gemälde nur noch Vorwand für die Interpretation von „Welt“ (siehe Bildstil Weltlandschaft). Der Heilige kauert im Gebet vor einem Kruzifix unter seinem zerlumpten Zeltdach, demütig und unscheinbar, als wäre er sich seiner untergeordneten Rolle bewusst. In der rechten Hand hält er einen Stein, mit dem er sich kasteien will. Dieses Zeltdach schirmt ihn von der umliegenden Szenerie förmlich ab. Dem Betrachter eröffnet sich dagegen aus der Vogelperspektive das ganze Panorama der umliegenden Landschaft. Die Perspektive ist idealisiert und differenziert, wie der Charakter der Landschaft. Über die Felsbarriere hinaus schweift der Blick durch kristallklare Luft bis in weite Ferne, wo links ein silberfarbener Fluss sich am Horizont der flämischen Landschaft verliert. Rechts ist ein Klosten in spätgotischer Architektur dargestellt. Die niederländische Farbformel für Nähe und Weite ist spürbar, das heißt die Abfolge von Braun über Grün zu Blau. Formelhaft sind auch die Landschaftsteile. Die schroffen Felsen sind kein Porträt real existierender größerer Gesteinsformationen, sondern Ausdrucksträger, in denen sich eine Summe von Erfahrungen mit kargem und Furcht einflößendem Fels manifestiert. Damals erschienen Berge bedrohlich, gefährlich, und waren nach Möglichkeit zu meiden. In der Landschaft sind Details abgebildet, wie ein Bauer beim Pflügen, ein Schafhirte mit seiner Herde, ein Eseltreiber, der seinen mit Getreide beladenen Esel zu einer Windmühle treibt und ein Lastkahn, der flussaufwärts getreidelt wird.
Diese abstrakte Ideallandschaft geht über die naturalistischen Ausblicke und Details von Gerard David oder Hieronymus Bosch hinaus. Seine Landschaft ist zeitlos, sein Thema ist die Weltlandschaft, in welche die religiöse Ausschmückung eingebettet ist. Er selbst hat den Schritt zum reinen Landschaftsbild jedoch nie vollzogen.

## Provenienz
Das Gemälde hatte mehrere bekannte Vorbesitzer:
- Joris-Karl Huysmans (1848–1907), Schriftsteller und Kunstkritiker aus Paris
- Juliette Og, Halbschwester von J. K. Huysmans aus Sèvres
- Sir Joseph Duveen (1869–1939), Kunsthändler aus Paris und London
- Schenkung des Sir Joseph Duveen an das Musée du Louvre im Jahre 1923.